# Аячи
Аячи́ — 	железнодорожный разъезд (тип населённого пункта) в Сковородинском районе Амурской области России. Входит в городское поселение Рабочий посёлок (пгт) Ерофей Павлович.

## География
Расположен на Транссибирской магистрали, в 29 километрах (по автодороге) к северо-западу от центра городского поселения, посёлка Ерофей Павлович. Первый населённый пункт Амурской области с запада по Транссибирской магистрали.
В двух километрах к северу от населённого пункта находится съезд с федеральной автодороги Р297 «Амур» Чита—Хабаровск.

## История
Железнодорожная станция основана в 1908 году при строительстве Западно-Амурской железной дороги как разъезд № 25, который при строительстве вторых путей преобразован в станцию. При электрификации дороги здесь построена тяговая подстанция.

## Топонимика
Название посёлка происходит от эвенк. ая — «красивый, вкусный, добрый, хороший, милый, приятный, удобный, прелестный» и суффикса -чи, означающего «имя обладания чем-либо», в переводе на русский язык соответствует слову «имеющий».

## Население
| 2002 | 2010 | 2012 | 2013 | 2014 | 2015 | 2016 |
| ---- | ---- | ---- | ---- | ---- | ---- | ---- |
| 52   | ↘27  | ↘25  | ↗28  | ↗32  | ↗33  | →33  |
| 2017 | 2018 |      |      |      |      |      |
| →33  | ↘32  |      |      |      |      |      |

## Инфраструктура
- Станция Аячи на Транссибирской магистрали (Забайкальская железная дорога).